# Kristiina Kass

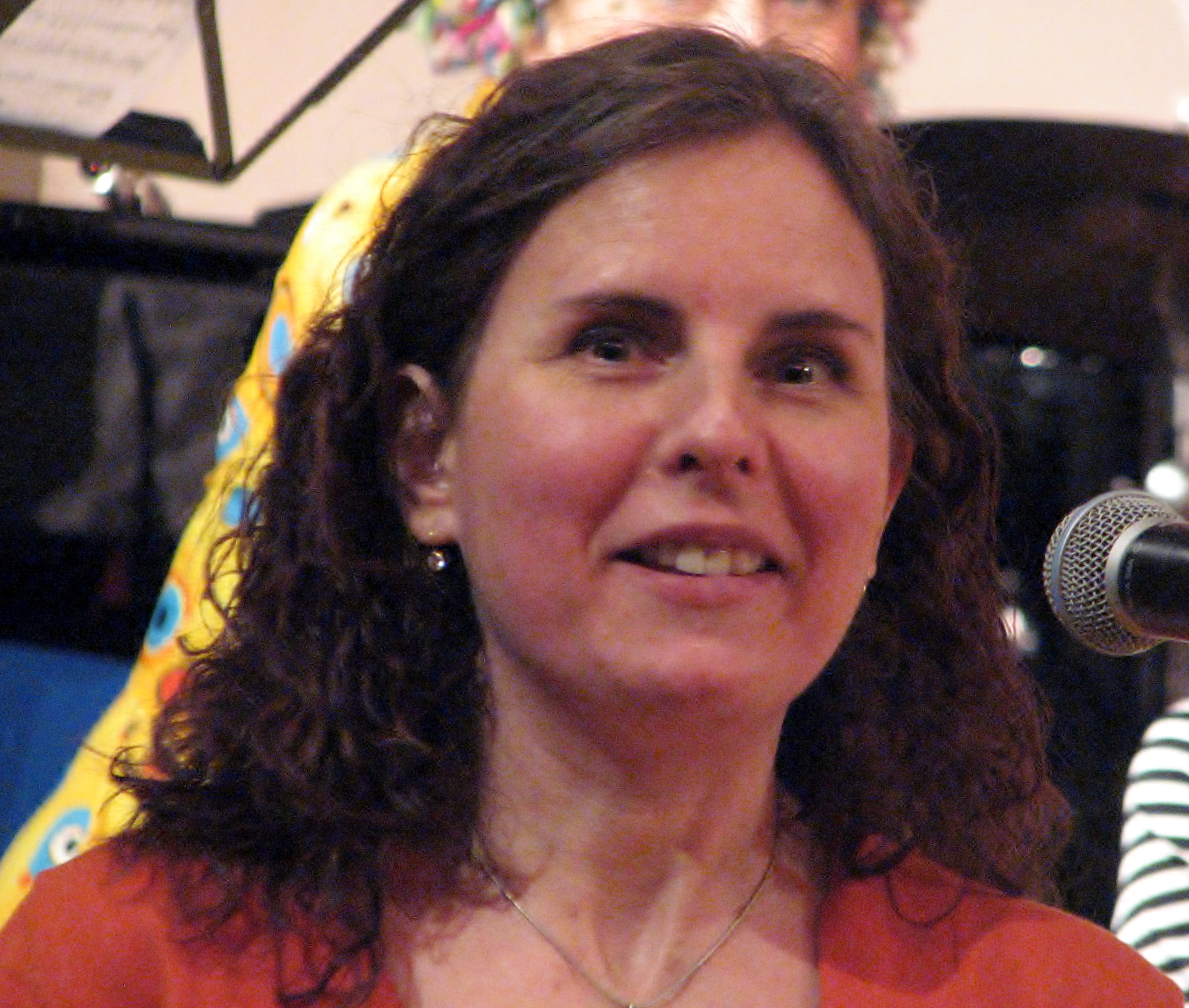
Kristiina Kass 2014

Kristiina Kass (* 14. Mai 1970 in Tartu) ist eine estnische Kinderbuchautorin, Buchillustratorin und Übersetzerin.

## Leben
Kass wuchs als Tochter des Schriftstellers und Humoristen Kalju Kass und der Kinderbuchautorin Asta Kass in Tallinn auf. Sie machte 1988 ihr Abitur auf dem Tallinner Kunstgymnasium und studierte danach an der Universität Helsinki Finnische Sprache und Literatur. Im Jahre ihres Universitätsabschlusses (1999) erfolgten auch ihre ersten Publikationen auf Finnisch. Kristiina Kass schreibt sowohl Finnisch als auch Estnisch, viele ihrer Bücher illustriert sie selbst. Außerdem hat sie Kinderbücher aus dem Finnischen ins Estnische übersetzt.
Kristiina Kass, verheiratet Nokelainen, lebt in Finnland.

## Literarisches Werk
Nach ihrem Debüt von 2005, das sie selbst illustriert hat, fasste Kass schnell Fuß auf dem estnischen Kinderbuchmarkt und gehört dort mittlerweile zu den etablierten Autorinnen. Ihre Bücher sind gekennzeichnet durch Humor und einen Bruch mit Konventionen, so dass sie in eine Reihe mit Andrus Kivirähk gestellt worden ist. Die Unkonventionalität kann auch gleichsam zu einem Untergraben der Elternautorität führen, wie es in Samuels Zauberkissen (2006) der Fall ist: Eine ehrgeizige Mutter macht hier ihrem Sohn das Leben zur Hölle, aber am Ende wird sie das Opfer ihrer eigenen Jagd auf Erfolg und verliert ihre Familie.
Die Bücher von Kristiina Kass sind bislang ins Schwedische und Russische übersetzt worden.

## Bibliographie
- Kasper ja viis tarka kassi ('Kasper und die fünf schlauen Katzen'). Tänapäev, Tallinn 2005.
- Käru-Kaarel ('Schubkarren-Kaarel'). Tiritamm, Tallinn 2006.
- Samueli võlupadi ('Samuels Zauberkissen'). Tänapäev, Tallinn 2006.
- Petra lood ('Petras Geschichten'). Tänapäev, Tallinn 2008.
- Peeter ja mina ('Peter und ich'). Tänapäev, Tallinn 2009.
- Nõianeiu Nöbinina ('Hexenjungfer Stupsnase'). Tänapäev, Tallinn 2010.
- Õpetaja Kusti kummitab ('Lehrer Kusti spukt herum'). Tänapäev, Tallinn 2012.
- Unelinnu pesa ('Das Nest des Traumvogels'). Päike ja Pilv, Tallinn 2013.
- Elle ja Kalle koduvideo ('Das Heimvideo von Elle und Kalle'). Päike ja Pilv, Tallinn 2014.
- Sandri mikroskoop ('Sanders Mikroskop'). Tänapäev, Tallinn 2014.
- Nõianeiu Nöbinina ja korstnapühkija ('Hexenjungfer Stupsnase und der Schornsteinfeger'). Tänapäev, Tallinn 2015.

## Preise
- 2008: 3. Platz beim Nukits-Wettbewerb um das beste Kinderbuch Estlands
- 2012: 1. und 3. Platz beim Nukits-Wettbewerb
- 2014: 2. Platz beim Nukits-Wettbewerb